# 佐渡ジオパーク

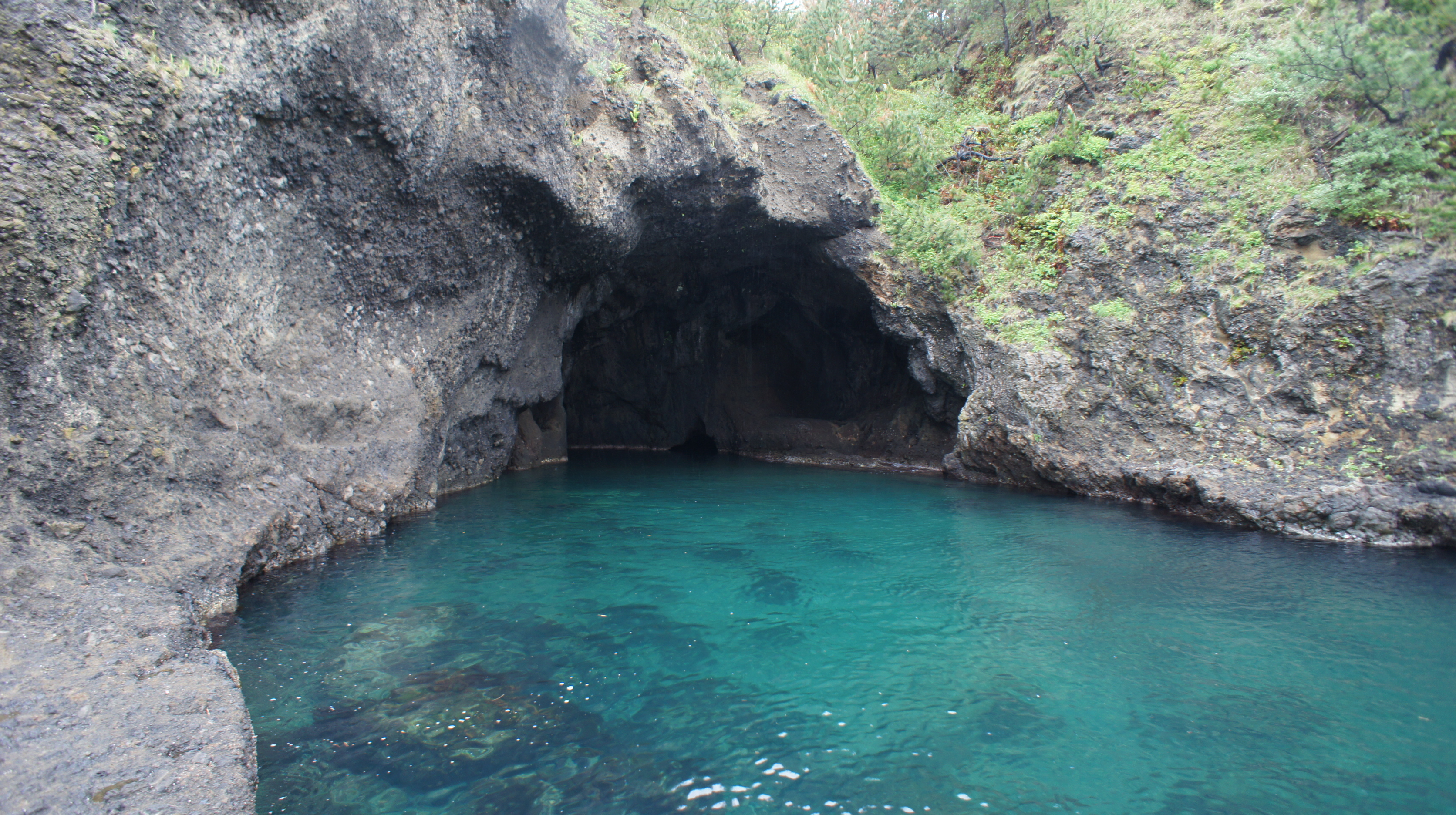
ジオサイトのひとつ、小木海岸の「琴浦洞窟」（青の洞窟）

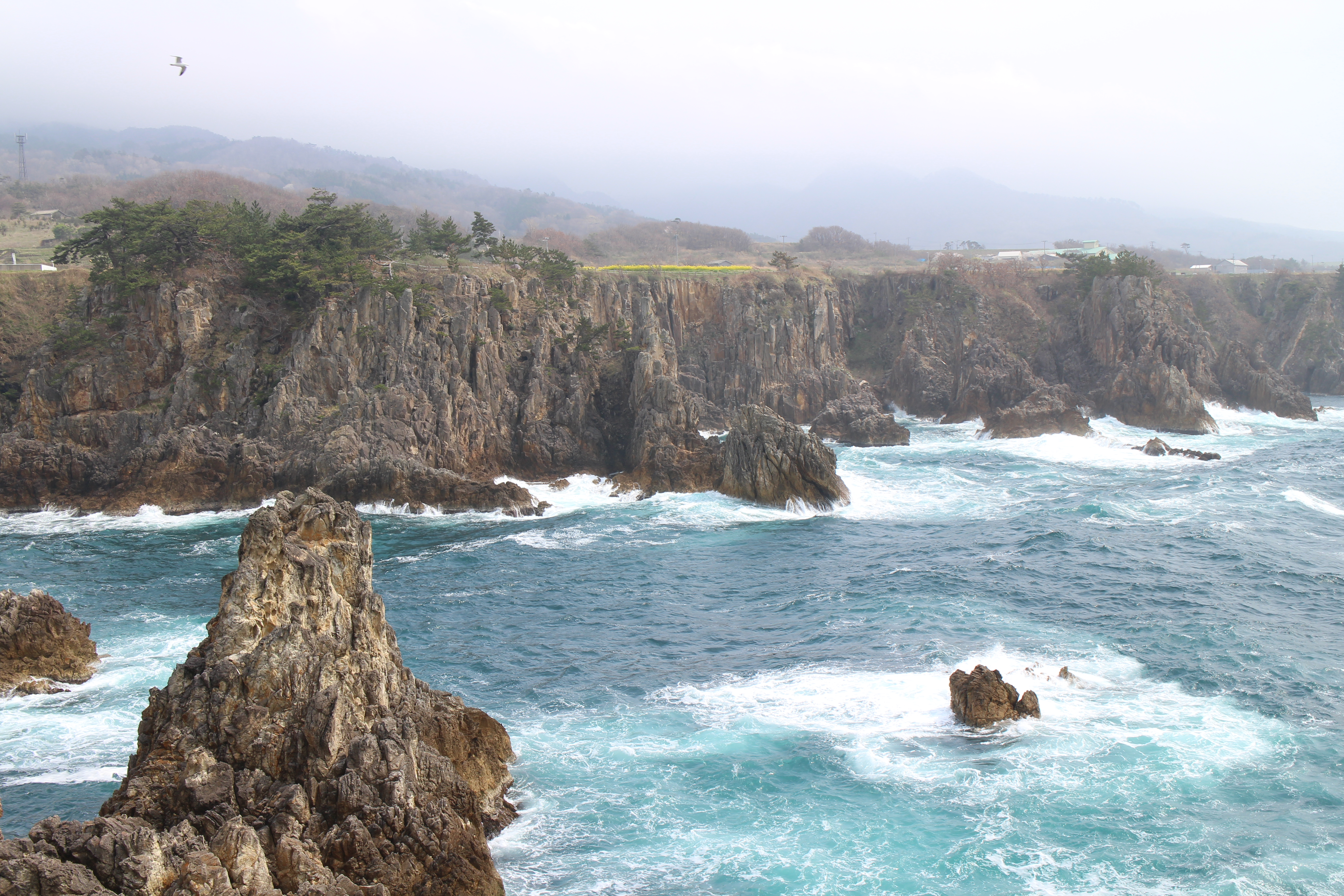
外海府海岸の尖閣湾揚島遊園

佐渡ジオパーク（さどジオパーク）は、新潟県佐渡市の佐渡島全域をその範囲とするジオパークである。

## 沿革
2013年（平成25年）9月24日に日本ジオパークネットワーク加盟認定を受けた。
活動は佐渡ジオパーク推進協議会がすすめている。推進協議会の事務局は、佐渡市教育委員会社会教育課ジオパーク推進室が担当している。

## 特徴
3000万年前から形成が始まった日本海の拡大を示す地層や、300万年前より始まった隆起の痕跡の地形や地層などが観察できる。

### エリアと主なジオサイト

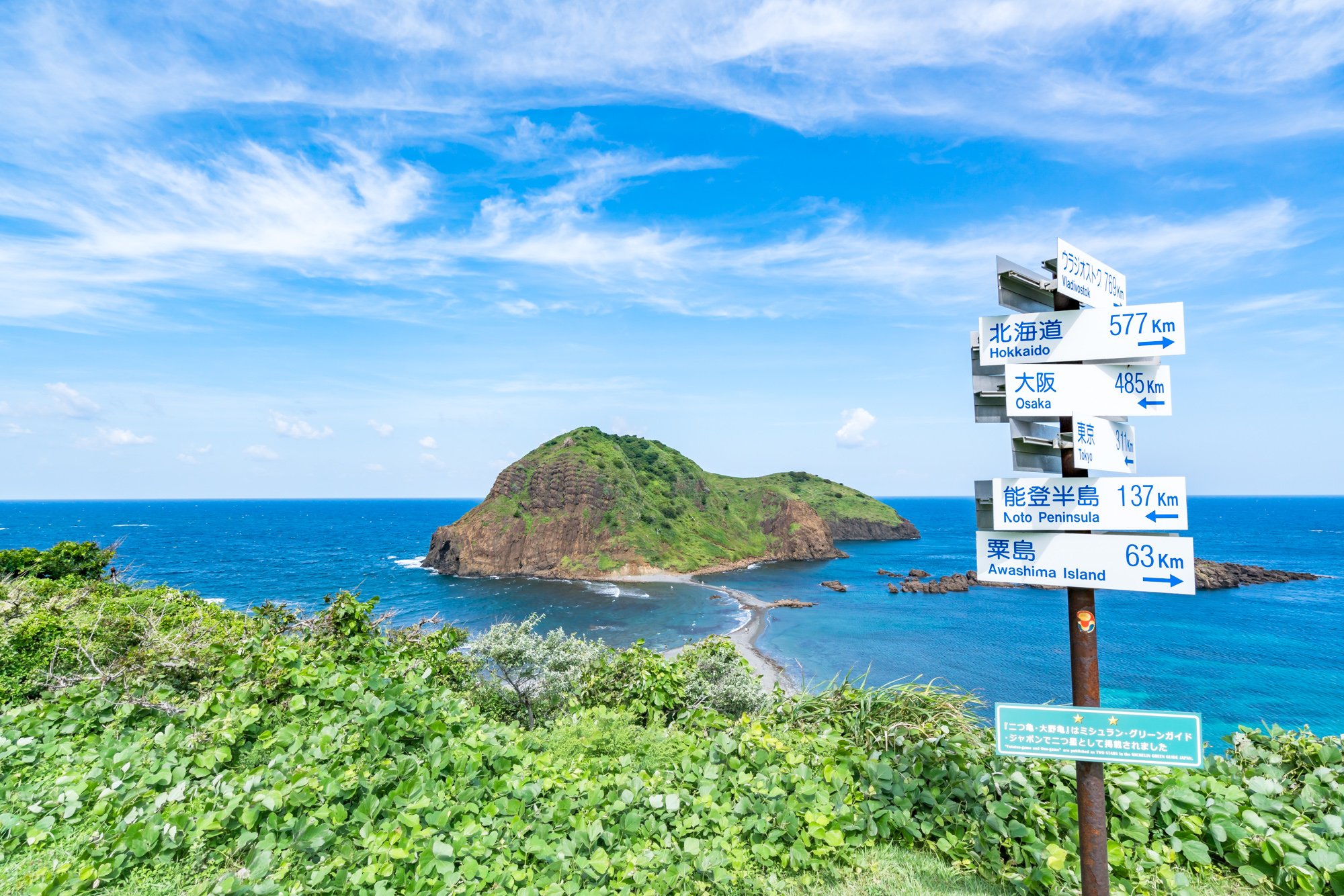
海府北部エリアの二ツ亀

相川・金銀山エリアの北沢浮遊選鉱場

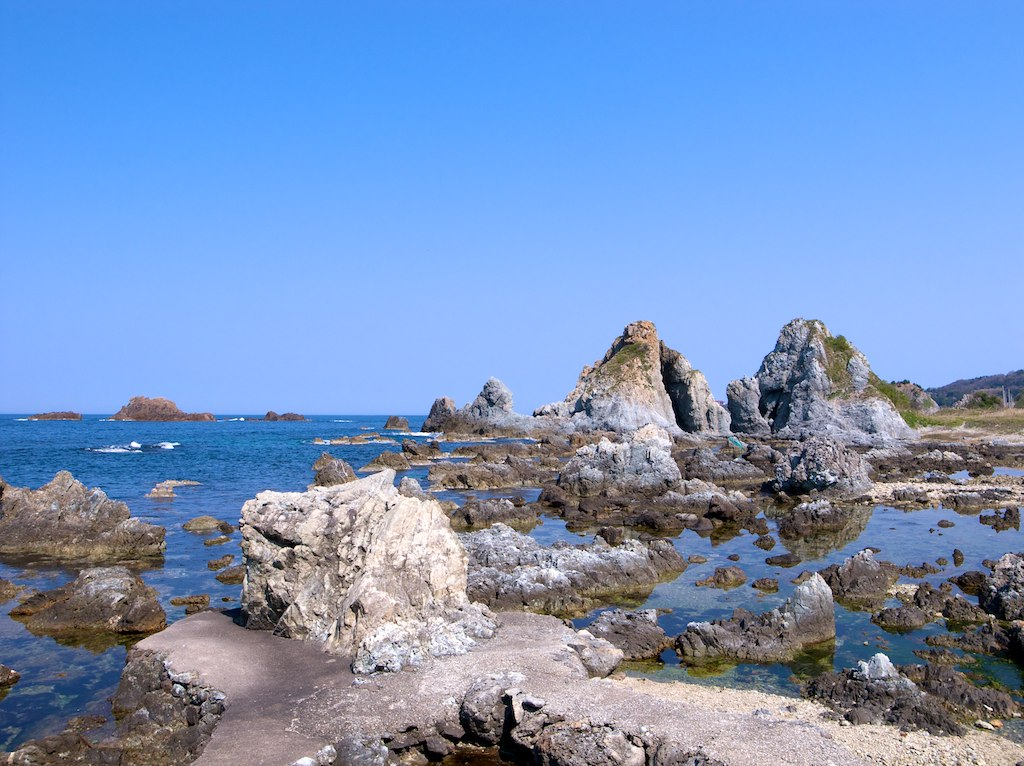
七浦海岸「夫婦岩」

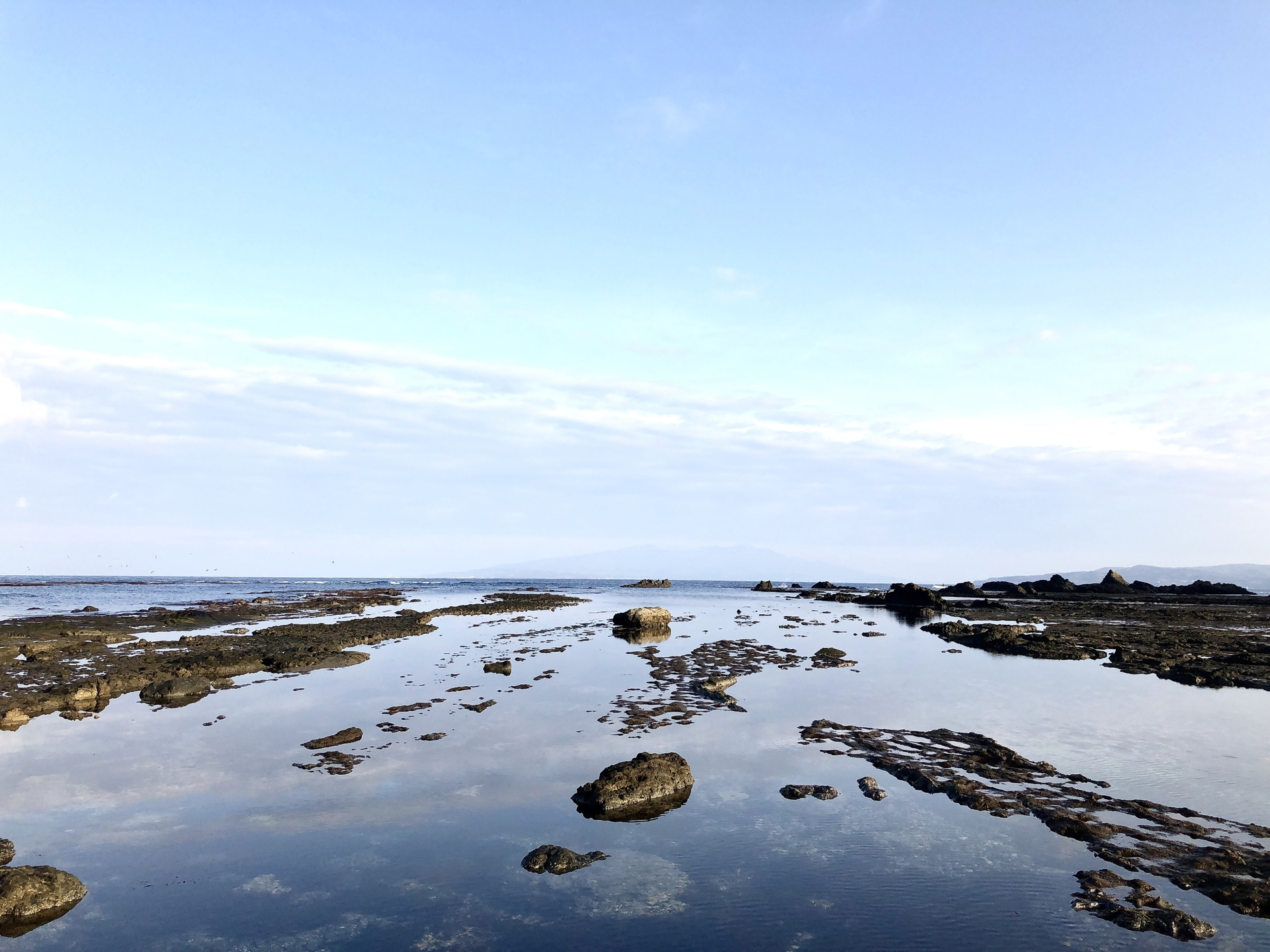
枕状溶岩でできた隆起波食台。通称「万畳敷」

以下の10のエリアからなる。
- 海府北部
- 海府南部
- 大佐渡トレッキング
- 国中平野・加茂湖
- 相川・金銀山
- 沢根中山峠
- 西三川砂金山
- 小木半島
- 前浜海岸
- 小佐渡北部

## 広報
認定10周年を記念して2023年7月7・8日に記念講演会などを開催（於：アミューズメント佐渡）。佐渡出身の漫画原作者（元漫画家）の赤坂アカがパネルディスカッションに参加。書き下ろしのイメージキャラクターも作成。